# Timothy Laurence

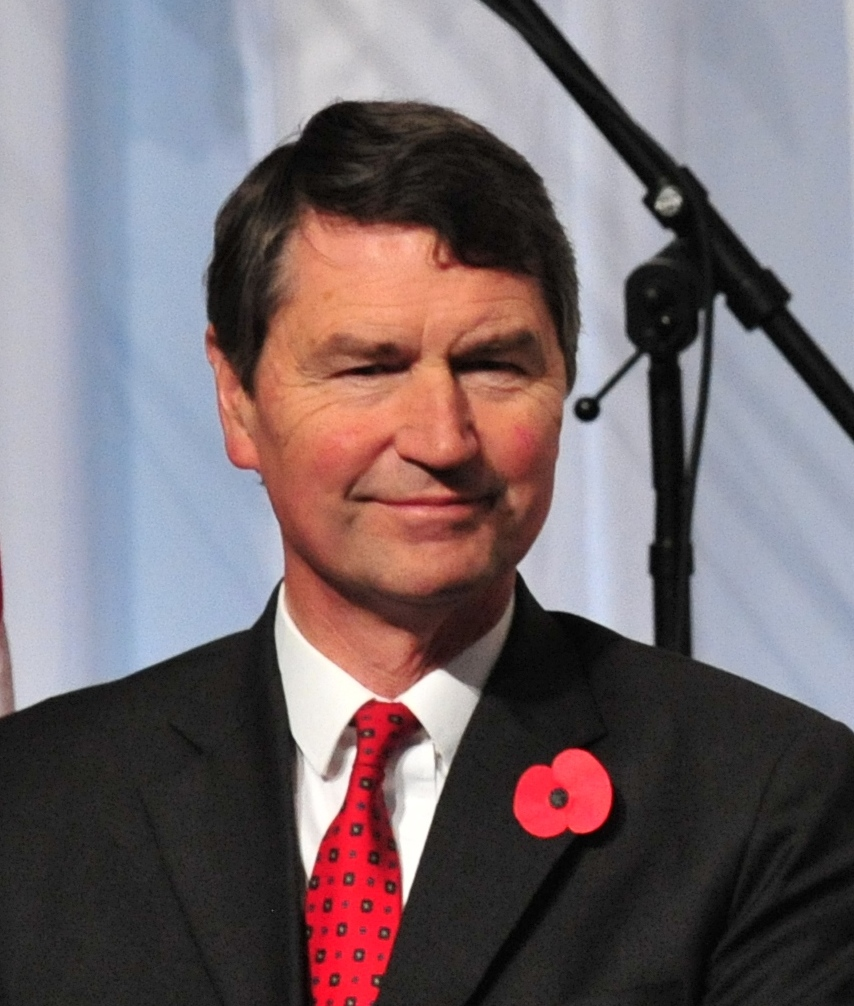
Sir Timothy Laurence, 2014

Sir Timothy James Hamilton Laurence KCVO, CB, ADC(P), CSM (* 1. März 1955 in Camberwell, London) ist ein britischer Marineoffizier und der zweite Ehemann von Prinzessin Anne, der Schwester des britischen Königs Charles III.

## Jugend
Er ist der Sohn von Guy Stewart Laurence (1896–1982) aus dessen zweiter Ehe mit Barbara Alison Symons (1928–2019).
Timothy Laurence besuchte zunächst die New Beacon School, dann die Sevenoaks School, beide in Kent. Danach ging er mit einem Marinestipendium auf die University of Durham, wo er auch die Studentenzeitung Palatinate herausgab und Kapitän des Cricket-Teams war.

## Karriere bei der Marine
Laurence trat nach seiner Schulausbildung in die Royal Navy ein und wurde am 1. Januar 1973 zum Midshipman befördert. Am 1. Januar 1975 in den Offiziersrang des Acting Sub-Lieutenant. Nach Abschluss seines Studiums besuchte Laurence das Britannia Royal Naval College in Dartmouth, Devon. Aufgrund seiner besonderen Qualifikationen wurde er zehn Monate früher als üblich am 1. März 1977 zum Lieutenant befördert.
In der Folgezeit diente er als Navigationsoffizier kurzzeitig auf der Britannia und danach auf dem Zerstörer Sheffield. 1985 wurde er auf die Fregatte Alacrity kommandiert, als er zum Lieutenant Commander befördert wurde. 1986 wechselte er in den Dienstposten eines Aide-de-camp von Königin Elisabeth. Am 31. Dezember 1988 folgte die Beförderung zum Commander.
Er wurde auf die Fregatte Boxer versetzt, deren Kommandant er im nächsten Jahr wurde. 1992 wechselte er in das Ministry of Defence und wurde zwei Jahre später Militärischer Assistent des Verteidigungsministers Malcolm Rifkind.
1995 wurde Laurence zum Captain befördert und Kommandant der Fregatte Cumberland. Er wechselte anschließend auf die Fregatte Montrose und übernahm im Folgejahr das Kommando über eine Flottille von fünf Fregatten.
Der nächste Dienstposten war wieder eine Stabsverwendung im Ministry of Defence. 1998/99 absolvierte Laurence ein Studienjahr am St Antony’s College der University of Oxford. Gleichzeitig mit der Beförderung zum Commodore wurde er an das Joint Services Command and Staff College versetzt.
2001 folgte erneut eine Verwendung im Ministry of Defence. Drei Jahre später wurde Laurence zum Rear-Admiral befördert. Seit 2007 war er im Range eines Vice-Admiral verantwortlich für die Verwaltung sämtlicher militärischer Liegenschaften im Vereinigten Königreich. 2011 trat er in den Ruhestand.

## Heirat und Ehe
Laurence war von 1986 bis 1989 Stallmeister am Hof von Elisabeth II. und lernte in dieser Zeit Prinzessin Anne kennen, als diese noch mit Mark Phillips verheiratet war. Laurence und Anne heirateten im Dezember 1992 in Ballater in der Nähe von Schloss Balmoral nach dem Ritus der Church of Scotland, die die Wiederheirat Geschiedener damals bereits zuließ.
Er erhielt durch die Heirat keine Adelstitel. Prinzessin Anne behielt ihren Landsitz Gatcombe Park in Gloucestershire, zog aber vorübergehend mit Laurence in eine Wohnung in London, bevor sie mit ihm in den Buckingham Palace zog. 2011 wurde er als Knight Commander des Royal Victorian Order in den persönlichen Adelsstand erhoben.

## Ehrungen
- 1982: General Service Medal mit der Northern Ireland-Spange
- 1982: Mentioned in Despatches
- 1989: Member des Royal Victorian Order (MVO)
- 2002: Queen Elizabeth II Golden Jubilee Medal
- 2004 (1. August): Personal Aide-de-Camp der Königin (ADC(P))
- 2005: Companion des Order of the Star of Melanesia (CSM) (Papua-Neuguinea)
- 2007 (16. Juni): Companion des Order of the Bath, militärische Abteilung (CB)
- 2011 (14. Juni): Knight Commander des Royal Victorian Order (KCVO)
- 2012: Queen Elizabeth II Diamond Jubilee Medal
- 2022: Queen Elizabeth II Platinum Jubilee Medal